# Pomatostome à calotte grise
Pomatostomus temporalis
Espèce
Statut de conservation UICN

 LC  : Préoccupation mineure
Le Pomatostome à calotte grise (Pomatostomus temporalis) est une espèce de passereau de la famille des Pomatostomidae.

## Habitat
Il habite les forêts tempérées et les forêts humides tropicales et subtropicales en plaine.

## Répartition et sous-espèces

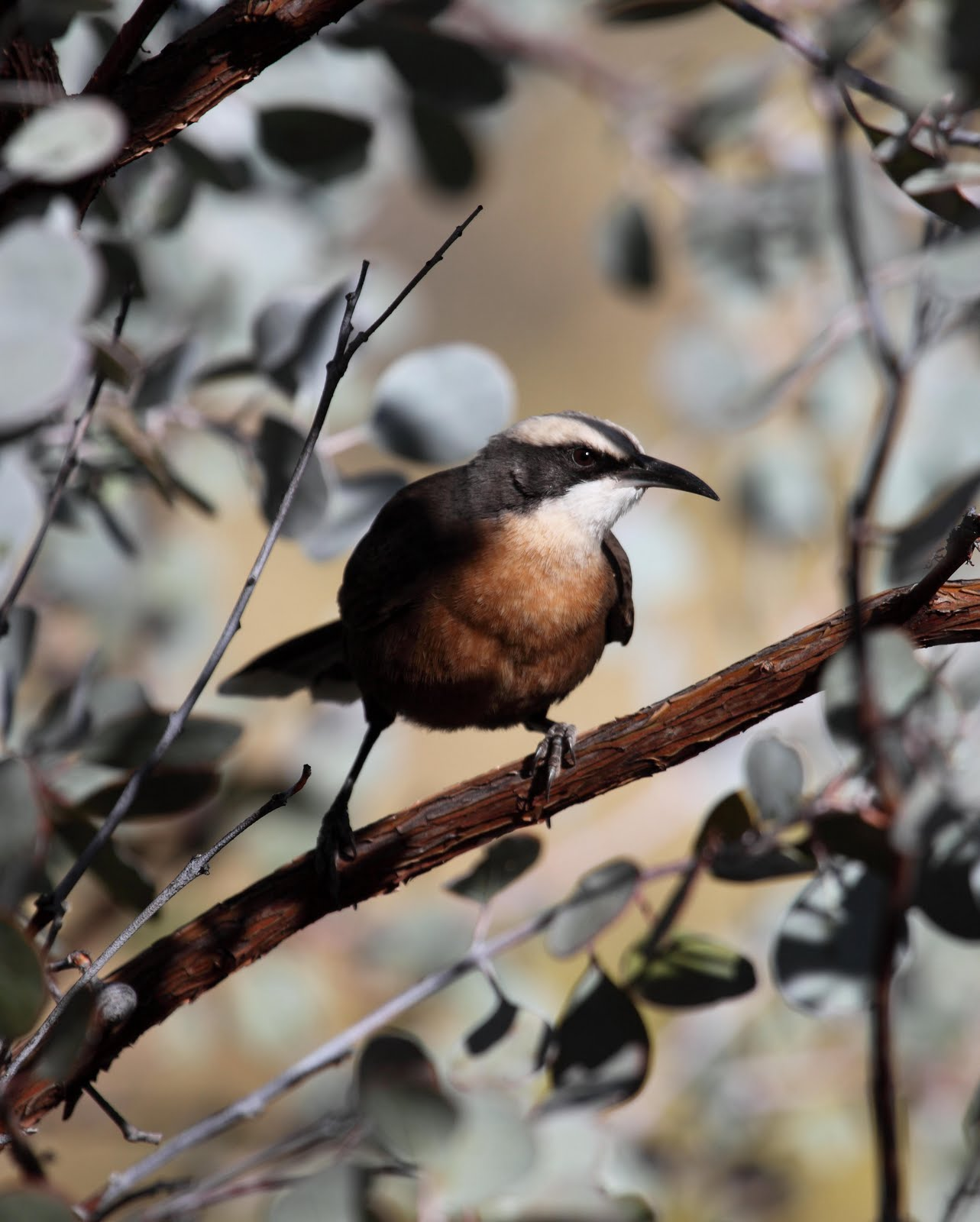
La sous-espèce P. t. temporalis.

Selon la classification de référence du Congrès ornithologique international (15.1, 2025) il se répartit en deux sous-espèces :
- P. t. temporalis (Vigors & Horsfield, 1827) — Trans-Fly et est de l'Australie ;
- P. t. rubeculus (Gould, 1840) — nord de l'Australie.